# بلو سیتی
بلو سیتی  یک منطقهٔ مسکونی در عمان است که در باطنه واقع شده‌است.